# أندريه غوميش
أندريه فيليبي تافاريس غوميش (بالبرتغالية: André Filipe Tavares Gomes‏) (مواليد 30 يوليو 1993 في فيلا نوا دغايا، البرتغال)، هو لاعب كرة قدم برتغالي يلعب ل‍نادي ليل الفرنسي معارًا من نادي إيفرتون في مركز خط الوسط.

## المسيرة الاحترافية

### برشلونة
يوم 21 يوليو 2016، أعلن برشلونة وصوله إلى اتفاق مع نادي فالنسيا حول انتقال غوميش. لعب أول مباراة له مع النادي يوم 17 أغسطس في مباراة إياب كأس السوبر الإسباني 2016 ضد إشبيلية في الكامب نو. سجل غوميش أول هدف له مع برشلونة يوم 19 مارس 2017 وذلك في مباراة من الدوري الإسباني ضد ناديه السابق فالنسيا.

## بطولات وإنجازات اللاعب

### بنفيكا
- الدوري البرتغالي الممتاز: 2013–2014
- كأس البرتغال: 2013–2014
- كأس الدوري البرتغالي: 2013–2014
- كأس الإمارات: 2014

### برشلونة
- كأس السوبر الإسباني: 2016
- كأس ملك إسبانيا: 2016–17
- كأس ملك إسبانيا: 2017–18
- الدوري الإسباني: 2017–18

### منتخب البرتغال
- بطولة أمم أوروبا لكرة القدم: 2016

## روابط خارجية
- أندريه غوميش على موقع الاتحاد الدولي (مؤرشف)  (الإنجليزية)
- أندريه غوميش على موقع الاتحاد الأوربي (الإنجليزية)
- أندريه غوميش على موقع قاعدة بيانات كرة القدم.إي يو (الإنجليزية)
- أندريه غوميش على موقع ليكيب (الفرنسية)
- أندريه غوميش على موقع ناشيونال فوتبول تيمز (الإنجليزية)
- أندريه غوميش على موقع Soccerbase.com (لاعب) (الإنجليزية)
- أندريه غوميش على موقع Soccerway.com (الإنجليزية)
- أندريه غوميش على موقع عالم كرة القدم.نت (الإنجليزية)
- أندريه غوميش على موقع AS.com (الإسبانية)